# Margaret Mahler
Margaret Schoenberger Mahler, o Margit Mahler (Sopron, 10 de mayo de 1897 - Nueva York, 2 de octubre de 1985) nacida con el apellido Schoenberger fue una psicoanalista y pediatra, cuya primera nacionalidad ha sido la austrohúngara y luego se nacionalizó estadounidense. Se especializó en el campo de la psicología infantil, dando una importante contribución teórica a la psicología evolutiva.

## Modelo teórico
Margaret Mahler comienza estableciendo que el nacimiento biológico del infante humano y su nacimiento psicológico no coinciden en el tiempo. El primero es un acontecimiento espectacular, observable y bien circunscripto; el último es un proceso intrapsíquico de un desarrollo lento y progresivo. 
Mahler propone fases y subfases para el desarrollo psicológico: 

### Faseautista(0-1 mes)
- Organismo meramente biológico, la respuesta del ser humano en este nivel es instintiva  y refleja.
- Aparato egoico primitivo y no integrado.
- Mecanismos de defensa somáticos.
- Reacciones para mantener el equilibrio homeostático.
- Equivale al narcisismo primario de la teoría de Sigmund Freud.

### Fasesimbiótica(1-5 meses)
- Unidad dual con la madre. Consiste en un estado de fusión del bebé con la madre en el que el yo no se ha diferenciado todavía del no-yo. «Dentro» y «fuera» son nociones que solo se van captando gradualmente como diferentes.

### Fase separación-individuación (5-36 meses)

#### Subfase de diferenciación (5-9 meses)
- Sensorio-física.

#### Subfase de ejercicio (9-15 meses)
- Culminación narcisismo grandioso-exhibicionista.

#### Subfase de reaproximación (15 meses-2 años)
- Primera diferenciación self (sí mismo) - representaciones objetales.
- Angustia de separación.

#### Subfase de consolidación y constancia del objeto emocional
- Diferenciación clara y relativamente duradera.
- Integración de imágenes parciales del self (sí mismo) en la representación global del self.
- Integración del objeto emocional-libidinal.

## Obra

### Algunas publicaciones
- On human symbiosis and the vicissitudes of individuation, 1969.

- The psychological birth of the human infant : symbiosis and individuation, 1975.

- Mein Leben, mein Werk. Editó Paul E. Stepansky. Kösel, Múnich 1989. ISBN 3-466-30298-6.

- Infantile psychosis and early contributions

- Rapprochement - critical subphase, separation - individuation

- Separation - individuation